# Miroslav Čížek
Miroslav Čížek (* 27. ledna 1958, Dolní Chrášťany) je bývalý český fotbalista, záložník. Po skončení aktivní kariéry trénuje v nižších soutěžích.

## Fotbalová kariéra
V československé lize hrál za Slavii Praha a SK Dynamo České Budějovice. V československé lize nastoupil v 59 utkáních a dal 3 góly. Dále hrál za LIAZ Jablonec.

## Ligová bilance
| Ročník                                   | Zápasy | Góly | Klub                       |
| ---------------------------------------- | ------ | ---- | -------------------------- |
| 1. československá fotbalová liga 1982/83 | 22     | 0    | Slavia Praha               |
| 1. československá fotbalová liga 1985/86 | 26     | 3    | SK Dynamo České Budějovice |
| 1. československá fotbalová liga 1986/87 | 11     | 0    | SK Dynamo České Budějovice |
| CELKEM                                   | 59     | 3    |                            |